# 中之島中継局

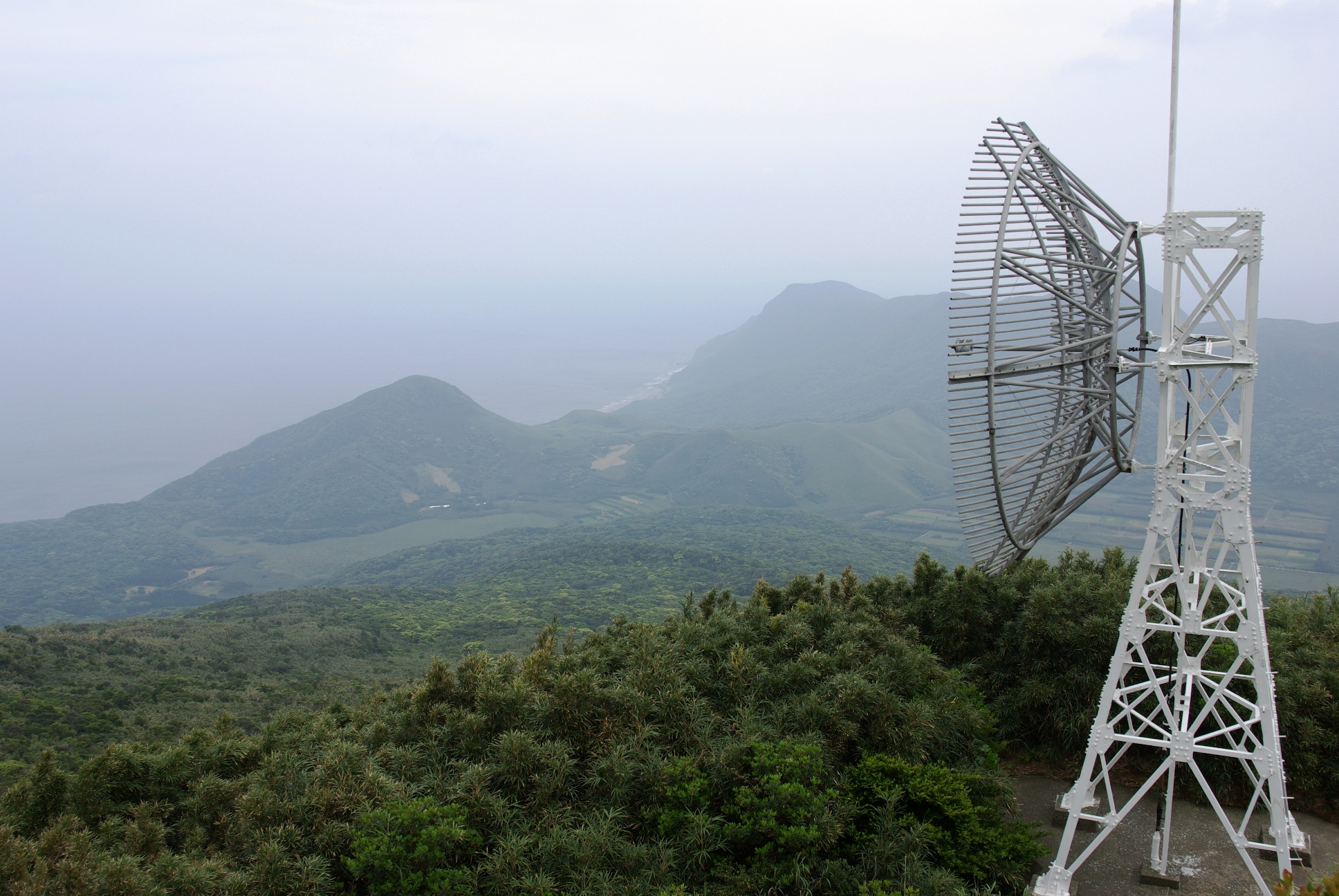
中之島中継局のアンテナ。左側の山はネガミ岳（2007年5月撮影。）

中之島中継局（なかのしまちゅうけいきょく）は、鹿児島県鹿児島郡十島村中之島字南平の御岳にあるテレビ放送の中継局である。トカラ列島（十島村内）各島を受信エリアとするとともに、奄美群島の中継局へ電波を伝送する重要な役割を担っている。
地上アナログ放送・地上デジタル放送両方において、NHK鹿児島放送局は名瀬中継局（奄美大島、奄美市）から、民放各社（#デジタルテレビ放送を参照）は南種子中継局（種子島、南種子町）からの電波を中継する。中之島中継局 - 名瀬中継局間の伝送距離は約170キロメートルで、日本国内の放送波中継距離としては最長となる。
なお地上デジタル放送については、2008年3月14日に予備免許が付与され、3月18日からの試験放送を経て8月1日に本放送を開始した。

## 送信設備

### デジタルテレビ放送
| ID | 放送局名             | 物理 チャンネル | 呼出名称     | 空中線 電力 | ERP | 放送対象地域 | 放送区域 内世帯数 |
| -- | -------------------- | --------------- | ------------ | ----------- | --- | ------------ | ----------------- |
| 1  | MBC 南日本放送       | 40              | MBC中之島DTV | 3W          | 83W | 鹿児島県     | 150世帯           |
| 2  | NHK 鹿児島教育       | 20              | NHK中之島DE  | 3W          | 50W | 全国         | 150世帯           |
| 3  | NHK 鹿児島総合       | 22              | NHK中之島DG  | 3W          | 50W | 鹿児島県     | 150世帯           |
| 4  | KYT 鹿児島讀賣テレビ | 30              | KYT中之島DTV | 3W          | 68W | 鹿児島県     | 150世帯           |
| 5  | KKB 鹿児島放送       | 34              | KKB中之島DTV | 3W          | 83W | 鹿児島県     | 150世帯           |
| 8  | KTS 鹿児島テレビ放送 | 38              | KTS中之島DTV | 3W          | 83W | 鹿児島県     | 150世帯           |

- 2008年3月14日に予備免許交付、3月18日から試験放送開始、8月1日から本放送開始。
- 放送エリアは、鹿児島郡十島村の一部地域。

### アナログテレビ放送
| チャンネル | 放送局名             | 空中線 電力       | ERP                 | 放送対象地域 | 放送区域内世帯数 |
| ---------- | -------------------- | ----------------- | ------------------- | ------------ | ---------------- |
| 28         | KYT 鹿児島讀賣テレビ | 映像30W/ 音声7.5W | 映像3.6kW/ 音声900W | 鹿児島県     | 不明             |
| 32         | KKB 鹿児島放送       | 映像30W/ 音声7.5W | 映像3.6kW/ 音声900W | 鹿児島県     | 不明             |
| 42         | KTS 鹿児島テレビ放送 | 映像30W/ 音声7.5W | 映像3.9kW/ 音声970W | 鹿児島県     | 不明             |
| 44         | MBC 南日本放送       | 映像30W/ 音声7.5W | 映像3.9kW/ 音声970W | 鹿児島県     | 不明             |
| 46         | NHK 鹿児島総合       | 映像1W/ 音声250mW | 映像4.4W/ 音声1.1W  | 鹿児島県     | 不明             |
| 48         | NHK 鹿児島教育       | 映像1W/ 音声250mW | 映像4.4W/ 音声1.1W  | 全国         | 不明             |

- 2011年7月24日正午で通常の放送を終了、この日をもってすべて廃止された。

## 参考資料
- 『生き生き25年 南日本放送のあゆみ』 南日本放送、1978年。
- 『鹿児島テレビ10年史』 鹿児島テレビ放送、1980年。
- 『長距離海上伝搬路における放送波中継試験 - 平成16年度報告書の取りまとめ』 九州総合通信局、2005年4月14日。
- 『中之島地区及び奄美地区の地上デジタルテレビジョン放送局に予備免許』 九州総合通信局、2008年3月14日。